# Bernard Diederich

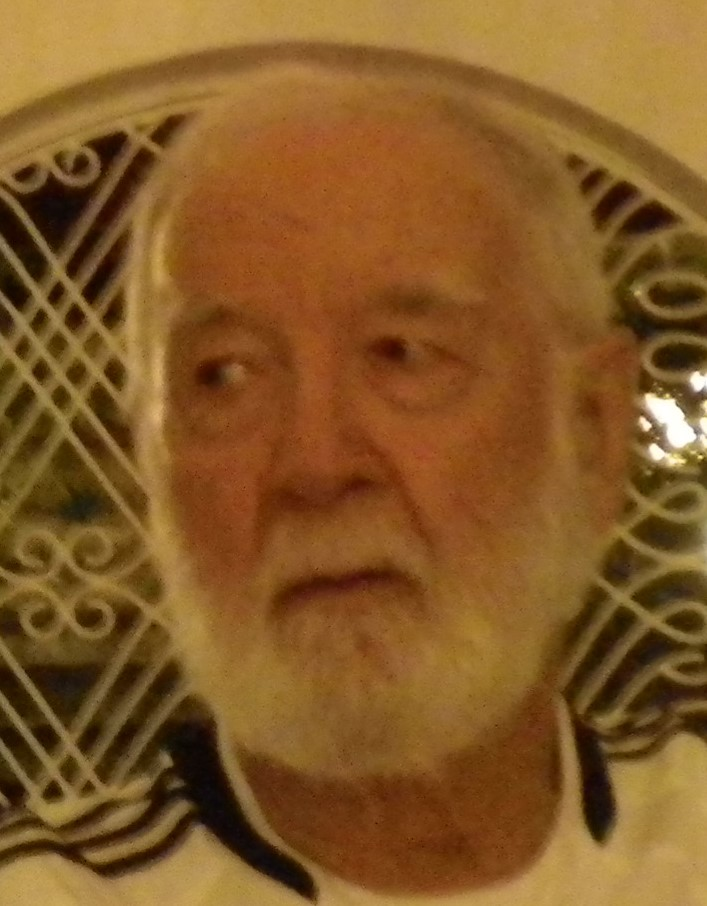
Bernard Diederich am 1. Juli 2011 in Port-au-Prince

Bernard Diederich (* 18. Juli 1926 in Christchurch; † 14. Januar 2020 in Port-au-Prince) war ein Autor, Journalist und Historiker aus Neuseeland, der Haïti zu seiner Wahlheimat gemacht hatte.

## Ausbildung und Berufsleben
Als junger Mann heuerte Diederich auf dem 4-Mast Segelfrachtschiff Pamir an, das bei einem Hafenaufenthalt in Wellington unter finnischer Flagge am 3. August 1941 von den neuseeländischen Behörden konfisziert worden war. Er nahm an zwei Reisen zwischen Wellington und San Francisco teil. Diederich ging dann in die US-Handelsmarine und fuhr auf zwei bewaffneten T2 Klasse Tankschiffen (“Kaiser’s Coffins”), der Camas Meadows und der Port Republic. Im Juni 1946 ging er in Houston, Texas von Bord.
Diederich studierte in den frühen Nachkriegsjahren in England.
1949 brach Diederich mit zwei Freunden zu einem Segeltörn auf, der ihn auch nach Haiti führte. Das Land faszinierte ihn unmittelbar und wurde seine eigentliche Heimat.
In Port-au-Prince gründete und redigierte er die Haiti Sun, eine englischsprachige Wochenzeitung für haitianische Ereignisse. Als Journalist wurde er auch freier Korrespondent für Associated Press, die New York Times, den Daily Telegraph und andere.
Im Jahr 1961 berichtete er über die Ermordung von Rafael Leónidas Trujillo Molina in der benachbarten Dominikanischen Republik.
Zwei Jahre später wurde er, nachdem er Haitis Diktator François „Papa Doc“ Duvalier verärgert hatte, kurzzeitig inhaftiert und des Landes verwiesen. In der Dominikanischen Republik etablierte er sich als Korrespondent für Time-Life News.
1966 zog Diederich nach Mexiko, von wo aus er für das Time Magazine über karibische Angelegenheiten berichtete.
1981 wurde das Büro nach Miami verlegt, wo er bis zu seiner Pensionierung im Jahr 1989 arbeitete. 1983 gelang es ihm, mit einer kleinen Gruppe von Kollegen in einem kleinen Boot Grenada zu erreichen, um über die US-amerikanische Invasion dort zu berichten.
Diederichs Motto war:

„I only possess a passion for the truth. And if we tell the truth about the past, we can tell the truth about the present.“

„Ich besitze nur eine Leidenschaft für die Wahrheit. Und wenn wir die Wahrheit über die Vergangenheit sagen, können wir auch die Wahrheit über die Gegenwart sagen.“

## Literarisches Werk
1954 lernte Diederich Graham Greene kennen und die beiden wurden Freunde; später, als Ergebnis ihrer Reisen entlang der haitianischen Grenze, schrieb Diederich The Seeds of Fiction: Graham Greene's Adventures in Haiti and Central America 1954–1983, während Greene The Comedians veröffentlichte.
Diederich veröffentlichte 1978 einen detaillierten Bericht über die Ermordung Trujillos in Trujillo: Death of the Goat. Nachdem Mario Vargas Llosa im Jahr 2000 einen fiktionalisierten Roman über Trujillos Tod mit dem Titel Das Fest der Ziege veröffentlicht hatte, beschuldigte Diederich Vargas Llosa des Plagiats.
Der Autor publizierte auch nach seiner Pensionierung weiter mit dem Schwerpunkt auf den politischen und historischen Entwicklungen in der Karibik, insbesondere in Haiti.
Er starb in seinem Haus in Frères bei Port-au-Prince am 14. Januar 2020 im Alter von 93 Jahren.

## Ehrungen
- 1976 Maria Moors Cabot Gold Medal, Columbia University in New York[14]
- 1983 Overseas Press Club's Mary Hemingway citation für die beste Auslandsreportage[15]
- 2003 James Nelson Goodsell Award, Florida International University[16]
- 2003 Caonabo de Oro Award, Dominican Journalist Association

## Veröffentlichungen
- Trujillo: Death of the Goat, 1978. ISBN 978-0-316-18440-3
- Somoza and the Legacy of U.S. Involvement in Central America, 1981. ISBN 978-1-55876-411-8
- The Ghost of Makara: growing Up Down-Under in a Lost World of Yesteryears, 2002. ISBN 978-1-4010-6035-0
- Papa Doc & The Tontons Macoutes, (Al Burt, co-Author) 2006. ISBN 978-1-55876-290-9
- Bon Papa, 2007. ISBN 978-1-4257-3752-8
- The Prize: Haiti's National Palace, 2007. ISBN 978-0-595-44131-0
- 1959: The Year that Changed Our World, 2007. ISBN 978-0-595-46478-4
- Bon Papa's Golden Years, 2008. ISBN 978-1-55876-464-4
- The Price of Blood: History of repression and Rebellion in Haiti Under Dr François Duvalier, 1957–1962, 2011. ISBN 978-1-55876-529-0
- The Murderers Among Us: History of Repression and Rebellion in Haiti Under Dr. François Duvalier, 1962–1971, 2011. ISBN 978-1-55876-542-9
- Seeds of Fiction: Graham Greene's Adventures in Haiti and Central America 1954–1983, London 2012, Peter Owen Publishers. ISBN 978-0-7206-1488-6
- PAMIR: Sailing the Pacific in WWII: Once We Were Boys, 2012, ISBN 978-1-5150-0178-2
- The Asson and the Cross: The Evangelization of Haiti. 2015. ISBN 978-1-5152-0217-2